# Wspólnota administracyjna Eschenbach in der Oberpfalz
Wspólnota administracyjna Eschenbach in der Oberpfalz – wspólnota administracyjna (niem. Verwaltungsgemeinschaft) w Niemczech, w kraju związkowym Bawaria, w rejencji Górny Palatynat, w regionie Oberpfalz-Nord, w powiecie Neustadt an der Waldnaab. Siedziba wspólnoty znajduje się w mieście Eschenbach in der Oberpfalz.
Wspólnota administracyjna zrzesza dwie gminy miejskie (Stadt) oraz gminę wiejską (Gemeinde): 
- Eschenbach in der Oberpfalz, miasto, 4 121 mieszkańców, 35,16 km²
- Neustadt am Kulm, miasto, 1 226 mieszkańców, 20,30 km²
- Speinshart, 1 123 mieszkańców, 23,76 km²